# Paul Grohmann

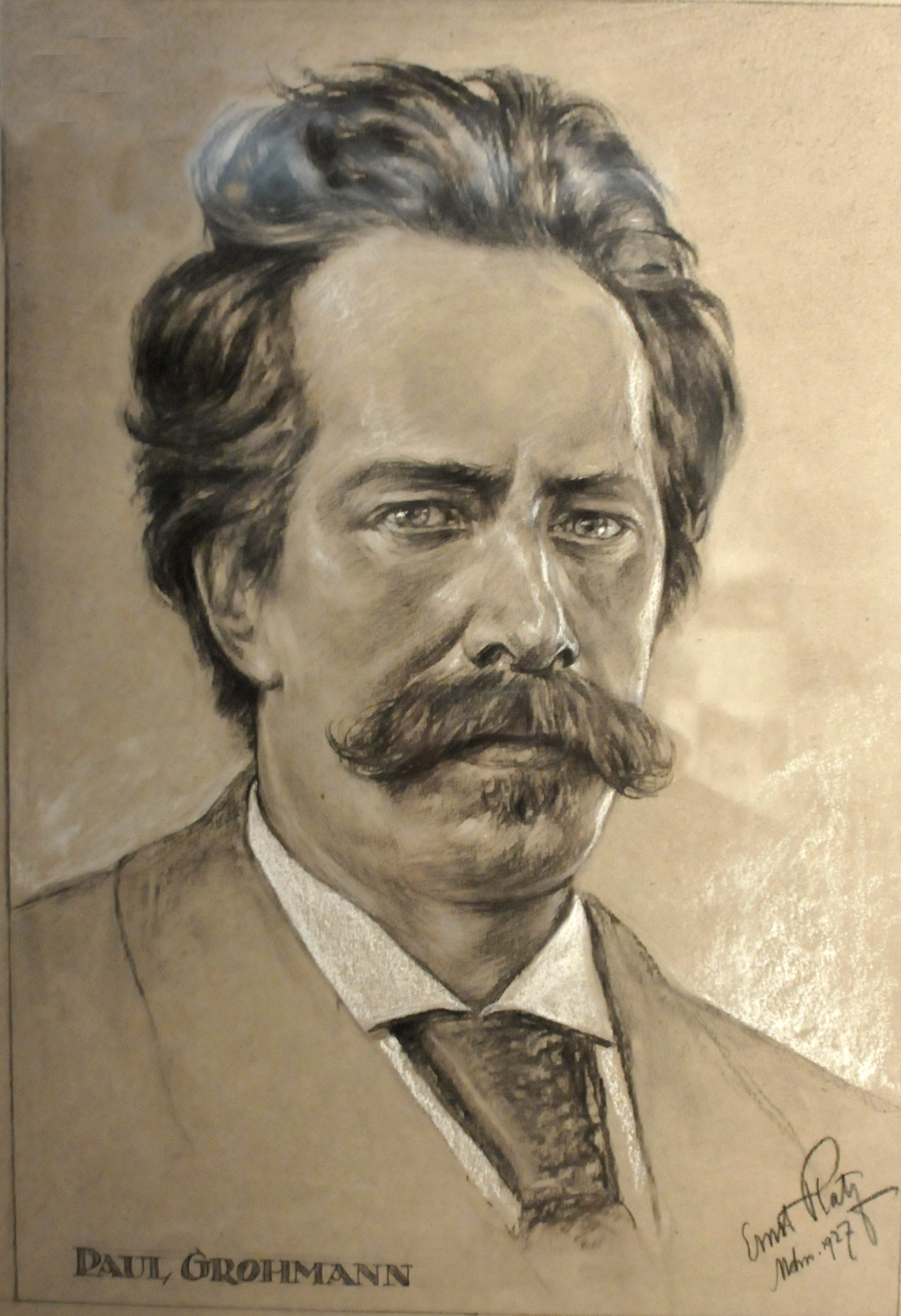

Paul Grohmann (Wenen, 12 juni 1838 - aldaar, 29 juli 1908) was een Oostenrijkse alpinist die talrijke eerste beklimmingen in de Oost-Alpen en Dolomieten volbracht. Er werd een monument opgericht in Urtijëi, Val Gardena ter ere van hem.
Eerste beklimmingen volbracht door Paul Grohmann:
- Hochalmspitze (Hoge Tauern), 15 augustus 1859
- Marmolada (Dolomieten), 28 september 1864
- Hochfeiler (Zillertaler Alpen), 24 juli 1865
- Cristallo (Dolomieten), 14 september 1865
- Olperer (Zillertaler Alpen), 10 september 1867
- Langkofel - Sassolungo (Dolomieten), 13 augustus 1869
- Grosse Zinne (Dolomieten), 21 augustus 1869